# ザ・カセットテープ・ミュージック
『ザ・カセットテープ・ミュージック』は、BS12 トゥエルビにて2017年10月7日から定期的に放送されている音楽・バラエティ番組。
キャッチコピーは「音楽ずきおじさんの解放区」。お笑い芸人のマキタスポーツと音楽評論家のスージー鈴木が、思い出の80年代歌謡曲についてトークを繰り広げる。

## 概要
毎回決まったテーマや歌手に沿って、MCのマキタスポーツとスージー鈴木がカセットテープのA面とB面に入れたい名曲を選曲する。A面には定番曲、B面には埋もれているが名曲と感じる曲が選ばれる。番組公式サイトでは「80年代歌謡曲」と謳っているが、取り上げる対象は1970年代から1980年代を中心に洋邦問わず、ロック・ニューミュージック・シティポップ・J-POP・アイドルソングなど幅広い。
MCのふたりは音楽的含蓄の中から紹介したい曲を用意し、互いの選曲を知らない状態で番組収録を行う。それぞれ曲をかけたあと、選んだ理由を説明し、アーティストの音楽性やコード進行などの理論的解説や、流行当時の思い出話を語り合う。「音楽好きおじさん」ふたりがディープな音楽トークを繰り広げたり、ギターやキーボードで即興演奏を楽しんだりと女性アシスタントやスタッフを置き去りにして盛り上がることもある。毎年年末には日本レコード大賞にちなんだ「輝く!日本カセットテープ大賞」を放送し、独自の基準で制定した部門賞や大賞受賞曲を発表している。
毎月第1・第2週に新作回を放送し、それ以外の週は過去回を再放送するというルーティーンで続いている。第24回までは金曜深夜の30分番組として放送され、2018年秋の番組改編で日曜午後9時のゴールデンタイムへ移動し、1時間番組に拡大した。また、再放送が金曜深夜30分枠のほか、CS専門チャンネルや各地域の地上波ローカル局でも行われている（#ネット局節を参照）。
放送初期はラジオDJ風に録音スタジオで収録していたが、もっぱらBS12 トゥエルビ本社が入居しているオフィスビルの会議室・休憩室・ベランダ・エレベーターホールなどを転々としながら収録している。番組収録中、窓外にビルの窓拭きの清掃員が映り込むという珍事も起きている（第48回）。フリーアナウンサーの松尾英里子がゲストMCをする回では、松尾が担当する株式情報番組「マーケット・アナライズplus+」のセットを間借りする。
テーマ曲として使用されているのは大瀧詠一、1981年3月21日発売、7枚目のシングル「君は天然色」を短く編集したもの。
JFN系列30局のFMラジオ放送で、毎週火曜4時（月曜28時）台に放送されている『Memories & Discoveries』内のコーナーでも、ラジオ番組版「ザ・カセットテープ・ミュージック」のプレイリストが聴取できる。ウェブの日経トレンディネットでは「80年代歌謡曲は悩めるオヤジの処方箋」と題した記事が連載された。
2018年6月と2020年10月には放送内容をまとめた書籍が出版され、2019年6月には番組内で取り上げた曲を収録したコンピレーションCDが発売された。
番組内で新規スポンサーを募集したり、番組グッズを宣伝したりしながら地道に放送を重ねてきたが、営業・編成上の理由により、2017年秋の番組開始から4年目となる2021年9月12日の放送をもって「一時閉店」することになった。スージーは番組初期に「第100回目に大瀧詠一特集をしたい」と抱負を述べていたが、第96回目での終了となった。それ以降は、本放送が行われていた枠で特番の放送や不定期で再放送が行われている。
2022年11月6日、番組開始5周年を記念し、「ザ・カセットテープ・ミュージック シーズン2」と称して放送を再開。今回は「期間限定復活」として、11月と12月に計4本の新作を放送した。「今後も放送外収入に応じて新作を作り続けたい（高橋プロデューサー）」という方針である（後述）。また、BS放送視聴環境がなくとも、インターネット配信のGYAO!とTVerでの視聴が可能になった（見逃し配信も行う）。なお、TVerでの配信に関しては日本テレビが運営している無料動画配信サービス「日テレ無料TADA!」に本番組を供給しており、TVerでは更にその供給を受ける形で配信されている。
2023年10月、「ザ・カセットテープ・ミュージック シーズン2.1」と称して2年ぶりにレギュラー放送を再開。今回は金曜深夜枠以来の30分番組に戻り、初期のような単独のアーティストを特集する内容になっている。
本放送後にはTverでの見逃し配信を行うほか、アフタートークを収録したポッドキャストをAuDee、Spotify、Amazon Music他で2023年10月8日から2024年3月31まで配信を行った。
2024年9月29日にシーズン2.1の最終回を迎えた。その後、12月15日・12月22日に第8回 輝く！日本カセットテープ大賞（シーズン2.2）を放送。

## 反響
- 2018年「第8回 衛星放送協会オリジナル番組アワード」にて、バラエティ番組部門・最優秀賞を受賞した[17]。
- ロックバンドGLAYのリーダーTAKUROは当番組のファンで、「ずっと出たいと思っていた」という願いが叶い、2019年末の特番「第3回カセットテープ大賞」にゲスト出演した[18]。放送では「全ミュージシャンが見るべき。楽しく音楽を学べる番組」と称賛した[19]。
- 2020年10月に出版された番組本第二弾『ザ・カセットテープ・ミュージックの本 〜つい誰かにしゃべりたくなる80年代名曲のコードとかメロディの話』は発売10日目で異例の重版出来が決まった[20]。
- レギュラー放送終了時に復活祈願のオリジナルタオルを販売したところ、想像を超える反響があり、税込み2,750円のタオルが目標の1,000枚近くまで売れた[12]。そこから「CMなどの広告収入に頼らない新たなビジネスモデル」が浮上し、制作費の軸を物販・イベントなどの放送外収入へ移行する目途が立ち、シーズン2スタートにこぎつけた[12]。このニュースは2022年11月4日の毎日新聞夕刊1面で取り上げられた[21]。

## 放送日時
- 金曜深夜枠→日曜ゴールデン枠
  - 第1・第2土曜（金曜深夜） 2:00 - 2:30（2017年10月7日 - 2018年9月14日）※第3・第4土曜は再放送。2018年10月に日曜に枠移動後も、2018年12月29日までは土曜での再放送を継続。
  - 第1・第2日曜 21:00 - 21:55（2018年10月7日 - 2021年9月12日）※第3・第4日曜は再放送。
- シーズン2
  - 日曜 21:00 - 21:55（2022年11月6日 - 2022年12月18日）※4回で終了。
- シーズン2.1
  - 第3・第4日曜 21:30 - 22:00（2023年10月15日 - ）※第1・第2・第5日曜は30分時代の回の再放送（タイトルは『ザ・カセットテープ・ミュージック傑作選』）、または別番組。

## 出演者
MC
- マキタスポーツ
- スージー鈴木

カセットガール
- 河村唯（うめ子）
- 古橋舞悠（ふるちゃん）
- 外岡えりか（とんちゃん）
- 酒井瞳（さかっち）

ほか、元アイドリング!!!メンバーらが出演（#放送リストを参照）。
カセットキャスター
- 松尾英里子

ゲスト
- 早見優（第44回 2019年7月14日放送）
- TAKURO（特番5 2019年12月1日放送）
- CHAGE（第61回 2020年4月5日放送）
- 杉山清貴（第79回 2021年1月3日放送）
- ダイアモンド☆ユカイ（特番7 2021年12月26日放送）
- 木暮武彦（特番7 2021年12月26日放送）

## 日本カセットテープ大賞
| 回 | 放送日         | 放送回            | 大賞曲           | 大賞曲                  | 大賞曲 |
| 回 | 放送日         | 放送回            | 曲名             | 歌手                    | 発表年 |
| -- | -------------- | ----------------- | ---------------- | ----------------------- | ------ |
| 1  | 2017年12月31日 | 特番1             | SOMEDAY          | 佐野元春                | 1981年 |
| 2  | 2018年12月9日  | 第30回            | BAD FEELING      | BOØWY                   | 1985年 |
| 3  | 2019年12月1日  | 第53回（特番5）   | BELOVED          | GLAY                    | 1996年 |
| 4  | 2020年12月13日 | 第78回            | SUMMER SUSPICION | 杉山清貴&オメガトライブ | 1983年 |
| 5  | 2021年12月26日 | 特番7             | 千曲川           | 五木ひろし              | 1975年 |
| 6  | 2022年12月18日 | シーズン2 第4回   | マークII '73     | 吉田拓郎                | 1973年 |
| 7  | 2023年12月24日 | シーズン2.1 第6回 | 今はもうだれも   | アリス                  | 1975年 |
| 8  | 2024年12月22日 | シーズン2.2 第2回 | あ〜ねむいなあ〜 | 萩本欽一                | 1970年 |

## 放送リスト

### 2025年（令和7年）
| 回 | 放送日         | テーマ                                  | 曲目 | アシスタント |
| -- | -------------- | --------------------------------------- | --- | ------------ |
| −  | 2025年 1月19日 | HUB EDITION 2025音楽トレンド予測・その1 | - ファンキー・モンキー・ベイビー大流行（酒井予想） - ファンキー・モンキー・ベイビー（キャロル 1973年） - ジョン・レノンブームがくる！（スージー予想） - ふれあう愛（ラブ） （和田アキ子 1974年） - シン・お笑い芸人ソングがくる！（マキタ予想） - スケベなだけで金がない（礼賛 2024年） - エアコンぶんぶんお姉さんがくる！（マキタ予想） - ソー（AIR-CON BOOM BOOM ONESAN 2023年） - ミファミレドリバイバルがきてた！（スージー予想） - ずっと好きだから（ねぐせ。 2024年） | 酒井瞳       |
| −  | 1月26日        | HUB EDITION 2025音楽トレンド予測・その2 | - ナンパブームがくる！（スージー予想） - 表参道軟派ストリート（水谷豊 1978年） - 平成クラシックスがくる！（マキタ予想） - BOMBER GIRL（近藤房之助 & 織田哲郎 1992年） - 平成クラシックスがくる！2（マキタ予想） - 危険な女神（KATSUMI 1990年） - 変拍子演歌がくる！（スージー予想） - みちづれ（牧村三枝子 1979年） | 酒井瞳       |

## ネット局

### シーズン1（日曜ゴールデン枠）
| 放送期間                        | 放送時間                     | 放送局          | 対象地域 | 備考        |
| ------------------------------- | ---------------------------- | --------------- | -------- | ----------- |
| 2017年10月6日 - 2021年9月12日   | 第1・2日曜 21:00 - 21:55     | BS12 トゥエルビ | 日本全域 | 製作局      |
| 2018年11月23日 -                | 不定期                       | 中国放送        | 広島県   | [ 注釈 30 ] |
| 2019年10月10日 - 2020年12月24日 | 木曜 1:34 - 2:06（水曜深夜） | テレビ金沢      | 石川県   | [ 注釈 31 ] |
| 2020年1月14日 -                 | 火曜 22:15 - 22:45           | 日テレプラス    | 日本全域 | [ 注釈 33 ] |
| 2020年1月15日 - 3月24日         | 水曜 1:35 - 2:35（火曜深夜） | テレビ大阪      | 大阪府   | [ 注釈 34 ] |
| 2021年4月7日 - 2022年3月16日    | 水曜 0:00 - 0:30（火曜深夜） | テレビ神奈川    | 神奈川県 | [ 注釈 36 ] |
| 不明                            | 月曜 1:20 - 1:50（日曜深夜） | RKB毎日放送     | 福岡県   | [ 注釈 37 ] |
| 2020年1月15日 - 3月24日         | 水曜 1:35 - 2:35（火曜深夜） | テレビ大阪      | 大阪府   | [ 注釈 34 ] |
| 2021年4月 -                     | 月曜 0:50 - 1:20（日曜深夜） | 青森テレビ      | 青森県   | [ 注釈 38 ] |
| 2022年4月4日 - 6月27日          | 月曜 21:30 - 22:00           | サンテレビ      | 兵庫県   | [ 注釈 39 ] |
| 2023年8月3日 -                  | 木曜 10:25 - 10:55           | 秋田放送        | 秋田県   | [ 注釈 40 ] |

- このほか、北海道放送（北海道）では穴埋め番組として不定期放送されることがある。
- 2025年1月5日 日曜 4:45 - 5:45に福島放送（福島県）で放送された。[注釈 41]

### シーズン2
| 放送期間                       | 放送時間                 | 放送局          | 対象地域 | 備考   |
| ------------------------------ | ------------------------ | --------------- | -------- | ------ |
| 2022年11月6日 - 12月18日       | 第1・2日曜 21:00 - 21:55 | BS12 トゥエルビ | 日本全域 | 製作局 |
| 2023年10月15日 - 2024年9月29日 | 日曜 21:00 - 21:30       | BS12 トゥエルビ | 日本全域 | 製作局 |
| 2024年12月15日 - 放送中        |                          | BS12 トゥエルビ | 日本全域 | 製作局 |

## スタッフ
●=シーズン2から、■=シーズン2.1から
- 演出：浅沼雄介
- カメラ：スパイラルビジョン
- 編集：居川貴実晃（●）
- MA：スタジオヴェルト
- 音響効果：高津浩史
- ロゴデザイン・OP：大月明日香
- メイク：伊野尾麻美（■）
- PR：樽谷明希（BS12 トゥエルビ、■）
- AD：益田健太郎
- 営業：中島惇（BS12 トゥエルビ、●）
- プロデューサー：高橋良美（BS12 トゥエルビ）、南明花（JFN）
- 製作・著作：BS12 トゥエルビ、ジャパンエフエムネットワーク

過去のスタッフ
- 編集：是永彩希、竹元風人、佐藤立樹、岩谷咲、竹本歩
- メイク：高山美弥
- スタイリスト：白山美由紀
- PR：高塚夏絵・小島千佳（BS12 トゥエルビ）
- ディレクター：伊東卓美
- 営業：神長洋祐（BS12 トゥエルビ）
- ビジネスプロデューサー：渡辺文乃（BS12 トゥエルビ）
- プロデューサー：池浦良太（JFN）

## 番組イベント
マキタスポーツ×スージー鈴木「最新J-POPの源流を探る」
2018年6月2日 本屋B&B（東京都世田谷区北沢）
出演：マキタスポーツ、スージー鈴木
『カセットテープ少年時代〜80年代歌謡曲解放区』発売記念トークイベント。
マキタスポーツ×スージー鈴木「最新J-POPの源流を探る vol.2 〜日本の音楽シーンを煌めかせた『不良音楽』の歴史」
2018年9月27日 本屋B&B（東京都世田谷区北沢）
出演：マキタスポーツ、スージー鈴木
ゴールデン帯進出・放送時間拡大記念トークイベント。
「ザ・カセットテープ・ミュージック」大阪ナイト！ 『大阪の人に知ってもらいたい8つのこと』
2019年2月17日 Loft PlusOne West（大阪府大阪市中央区）
出演：マキタスポーツ、スージー鈴木、河村唯
第37回（2019年4月7日放送）の公開収録。
「ザ・カセットテープミュージック」CD発売記念トークイベント〜マキタスポーツ&スージー鈴木がたっぷり生解説！〜
2019年6月11日 北沢タウンホール（東京都世田谷区北沢）
出演：マキタスポーツ、スージー鈴木
『ザ・カセットテープ・ミュージックCD』発売記念トークイベント。
ザ・カセットテープ・ミュージック〜カセワングランプリ決定戦〜
2019年12月10日 草月ホール（東京都港区赤坂）
出演：マキタスポーツ、スージー鈴木、いとうせいこう
「史上最も〇〇な曲」というカセワン（C-1）グランプリを決定するトークイベント。
ザ・カセットテープ・ミュージック～みんなで飲もう、オンラインパーティ～（飲食持込可）
2020年8月4日 インターネット有料配信
出演：マキタスポーツ、スージー鈴木、河村唯
新型コロナウイルス感染症の流行によるイベント自粛をうけて企画された、番組初の生配信イベント。
ザ・カセットテープ・ミュージック歌謡ショー～シティ・ポップの逆襲～
2020年10月6日 インターネット有料配信
出演：マキタスポーツ、スージー鈴木、松尾英里子、河村唯、外岡えりか、酒井瞳
番組本第二弾『ザ・カセットテープ・ミュージックの本～つい誰かにしゃべりたくなる80年代名曲のコードとかメロディの話～』の出版記念生配信イベント。
ザ・カセットテープ・ミュージック・トークイベント「言いたい事も言えないこんな世の中に聴きたい曲〜コロムビア編〜」
2022年10月7日 song & supper BAROOM（東京都港区南青山）
出演：マキタスポーツ、スージー鈴木
放送開始5周年を記念する、2年ぶりのトークイベント。有料生配信も行われた。
ザ・カセットテープ・ミュージック 第2シーズン番組慰労会
2023年2月8日 song & supper BAROOM（東京都港区南青山）
出演：マキタスポーツ、スージー鈴木
シーズン2の振り返りと今後の復活に向けての展望、MC2人による楽曲分析など。有料生配信も行われた。
ザ・カセットテープ・ミュージック イベント in 大手町三井ホール
2024年3月31日 大手町三井ホール（東京都千代田区大手町）
出演：マキタスポーツ、スージー鈴木、外岡えりか
HUBコラボ記念 マキタ&スージー トークイベント
2025年1月24日 HUB渋谷店（東京都渋谷区宇田川町）
出演：マキタスポーツ、スージー鈴木
英国風PUBチェーン「HUB」とのコラボレーションドリンク発売記念イベント。YouTube BS12公式チャンネルにて生配信（アーカイブ有り）。

## 関連商品

### 書籍
カセットテープ少年時代〜80年代歌謡曲解放区
2018年6月1日、KADOKAWAより発行、ISBN 9784048962605。
ザ・カセットテープ・ミュージックの本〜つい誰かにしゃべりたくなる80年代名曲のコードとかメロディの話〜
2020年10月10日、リットーミュージックより発行、ISBN 9784845635467。

### CD
ザ・カセットテープ・ミュージックCD
2019年6月9日から燈音舎のオンラインショップにて販売。ユニバーサル ミュージック ジャパン制作（原盤協力：ソニー・ミュージックレーベルズ、日本コロムビア、ポニーキャニオン、ワーナーミュージック・ジャパン）。2枚組。品番：DCT-3074/5。
DISC1（A面）
1. My Revolution / 渡辺美里
2. Maybe Tomorrow / レベッカ
3. アンジェリーナ / 佐野元春
4. ユー・メイ・ドリーム / シーナ&ザ・ロケッツ
5. 唇よ、熱く君を語れ / 渡辺真知子
6. 目を閉じておいでよ / バービーボーイズ
7. シャイニン・オン 君が哀しい / LOOK
8. 冷たい雨/ ハイ・ファイ・セット
9. 赤いスイートピー / 松田聖子
10. Runner / 爆風スランプ
11. 異邦人 / 久保田早紀
12. 魅せられて〜エーゲ海のテーマ〜 / ジュディ・オング
13. ハリウッド・スキャンダル / 郷ひろみ
14. Diamonds / プリンセス プリンセス
15. 初恋 / 村下孝蔵
16. ビートルズが教えてくれた / よしだたくろう

DISC2（B面）
1. ワインレッドの心 / 安全地帯
2. いっそ セレナーデ / 井上陽水
3. 帰れない二人 / 井上陽水＆忌野清志郎
4. Woman "Wの悲劇"より / 薬師丸ひろ子
5. Cherie / チェッカーズ
6. 君は薔薇より美しい / 布施明
7. マイピュアレディ / 尾崎亜美
8. 僕等のダイアリー / H2O
9. パープル・モンスーン / 上田知華＋KARYOBIN
10. ルビーの指環 / 寺尾聰
11. Yes-No / オフコース
12. 時の流れに身をまかせ / テレサ・テン
13. 戦士の休息 / 町田義人
14. 愛しのロージー / 松尾清憲
15. 恋のダイヤル6700 / フィンガー5
16. 明日への讃歌 / アリス